# Ley 4161 de Argentina

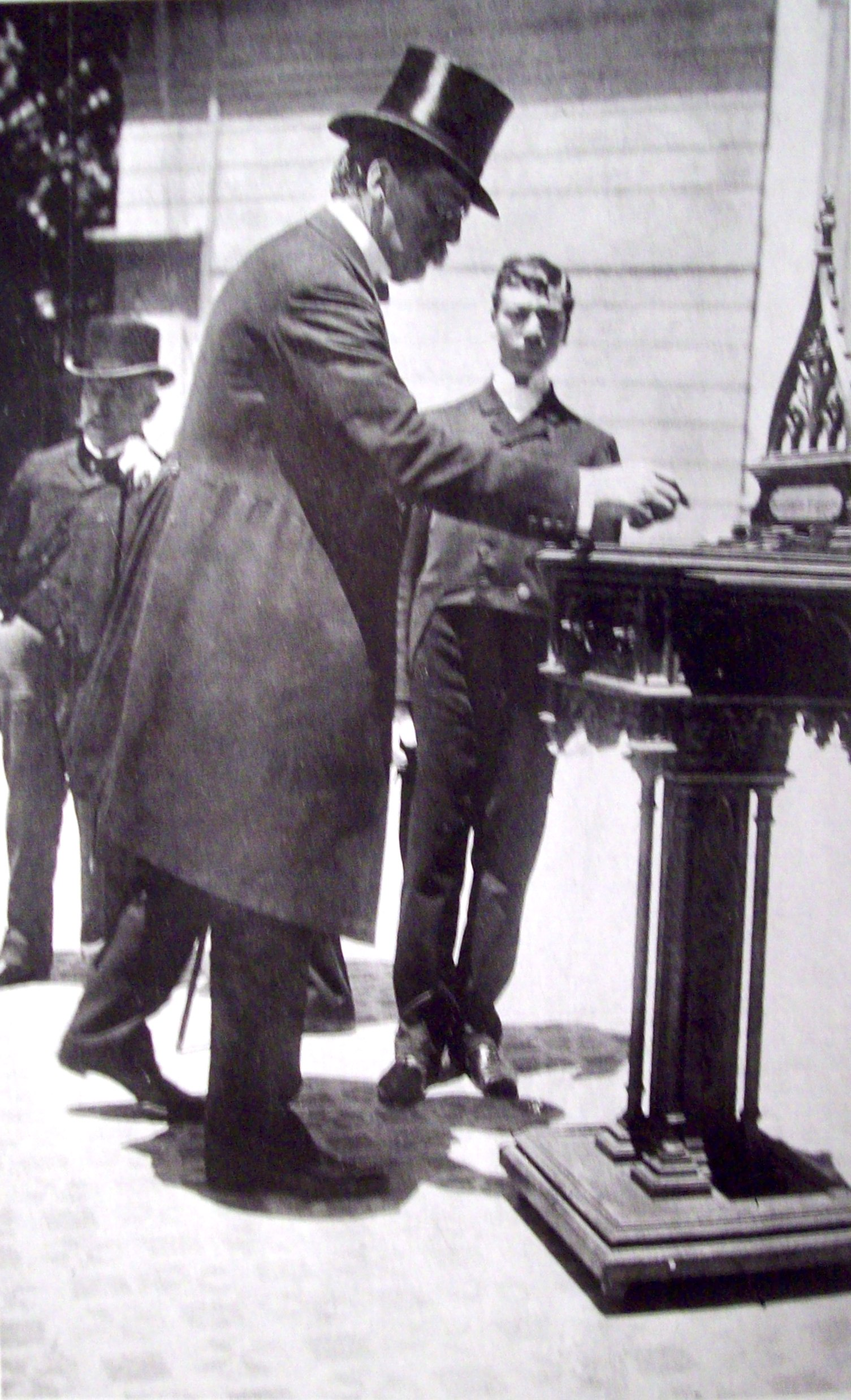
Carlos Pellegrini emite su voto en un atrio de iglesia al aire libre.

La Ley 4.161, también llamada de representación uninominal por circunscripciones, fue una ley electoral de Argentina sancionada el 29 de diciembre de 1902 y promulgada el 7 de enero del año siguiente por el presidente Julio A. Roca. Consistió en la subdivisión del territorio nacional en 120 circunscripciones uninominales para  las elecciones a la Cámara de Diputados.
Estuvo vigente hasta el 24 de julio de 1905, cuando a iniciativa del presidente Manuel Quintana quien consideraba inconstitucional el esquema de representación uninominal por circunscripciones, fue abrogada por las disposiciones de la Ley 4.578.

## Contexto histórico
La inmigración a la  República Argentina desde 1880 y el creciente atractivo de sus oportunidades de progreso para las numerosas corrientes inmigratorias provenientes de Europa, con el devenir de los tiempos se tradujo en una creciente conflictividad social en torno a la demanda de participación en el sistema del poder de los hijos de esos inmigrantes. 
Así las cosas, luego de dos fallidos intentos revolucionarios de la Unión Cívica Radical en 1890 y 1893, en 1898 se produce el retorno a la presidencia del general Julio A. Roca. El roquismo intentó tomar cartas en el asunto con el objetivo de calmar los ánimos, y asegurarse mediante la modificación de las reglas de juego electorales para mantener el poder y asegurarse el apoyo de las incipientes clases sociales y prolongar a su vez, la permanencia pacífica e ininterrumpida en el poder de la clase dirigente, reunidos políticamente en el Partido Autonomista Nacional.
El General Julio Argentino Roca había expresado en sus mensajes al Congreso en 1899, 1901 y 1902, la necesidad de modificaciones en la ley de comicios, asumiendo la responsabilidad de esa labor el ministro del Interior Joaquín V. González, designado en esa cartera en 1901. Para González, la ley electoral debía garantizar una mayor transparencia para atraer a las urnas al mayor número de electores a los comicios. La clave de esta conversión, desde la óptica del exdiputado por La Rioja, se encontraba en un nuevo sistema de elección de autoridades, denominado "uninominal por circunscripción". 
Hacia 1902, cada una de las catorce provincias argentinas constituía un distrito electoral único, y cada elector tenía derecho a votar tantos candidatos como bancas en disputa existieran. El resultado más habitual de este sistema de lista completa era que el partido que obtenía la mayoría ganaba la totalidad de los cargos, y las minorías quedaban sin representación. González propuso dividir cada distrito -provincia o ciudad Capital- en tantas circunscripciones como cargos se elegían, para que en cada una de ellas se eligiera por mayoría un único representante. Con este sistema, González pensaba que el escrutinio de lista, sea completa o incompleta, era la negación del gobierno representativo y federal; la interposición del comité entre el electorado y el pueblo. Por el contrario, el representante surgido del distrito reunía la representación de intereses de los votantes y de calidades, en tanto es el personaje destacado, el "notable local".
El 22 de octubre de 1902, el ministro Joaquín V. González introduce el proyecto al Congreso diciendo:

"El sistema de lista tiende a la unidad, desde que es la unidad su mayor base de acción; tiende a centralizar, y lo hemos visto en la actuación de todos los partidos políticos que han actuado en la República Argentina.

El escrutinio uninominal, como lo dice su nombre, distribuye el ejercicio del sufragio colectivo en tantos centros de acción, como determina un cociente electoral, constitucionalmente establecido. Su acción natural y lógica es por tanto dar vida, fomentar la formación de centros locales, distribuir el ejercicio de las fuerzas sociales en tantos centros de acción, como lo determina aquel cociente electoral. Luego es el que realiza en la forma más fácil y práctica la tendencia federativa, que es la división, la descentralización y, por un efecto de conjunto general, viene a formar la nacionalidad orgánica y atómicamente más fuerte".

Contemporáneamente al debate de la ley, el movimiento obrero organizaba huelgas en los grandes centros urbanos, contabilizándose un total de 27 en 1902. Fue por esa razón que el 23 de noviembre de ese año se sancionó la denominada Ley de Residencia de los extranjeros y, al día siguiente, se declaró el estado de sitio hasta el 10 de enero de 1903. El Ministro González concebía a la reforma electoral como una realización práctica del principio del orden republicano opuesto a los dos extremos que lo amenazaban, la anarquía y el obrerismo.

## El proyecto oficial del ministro González

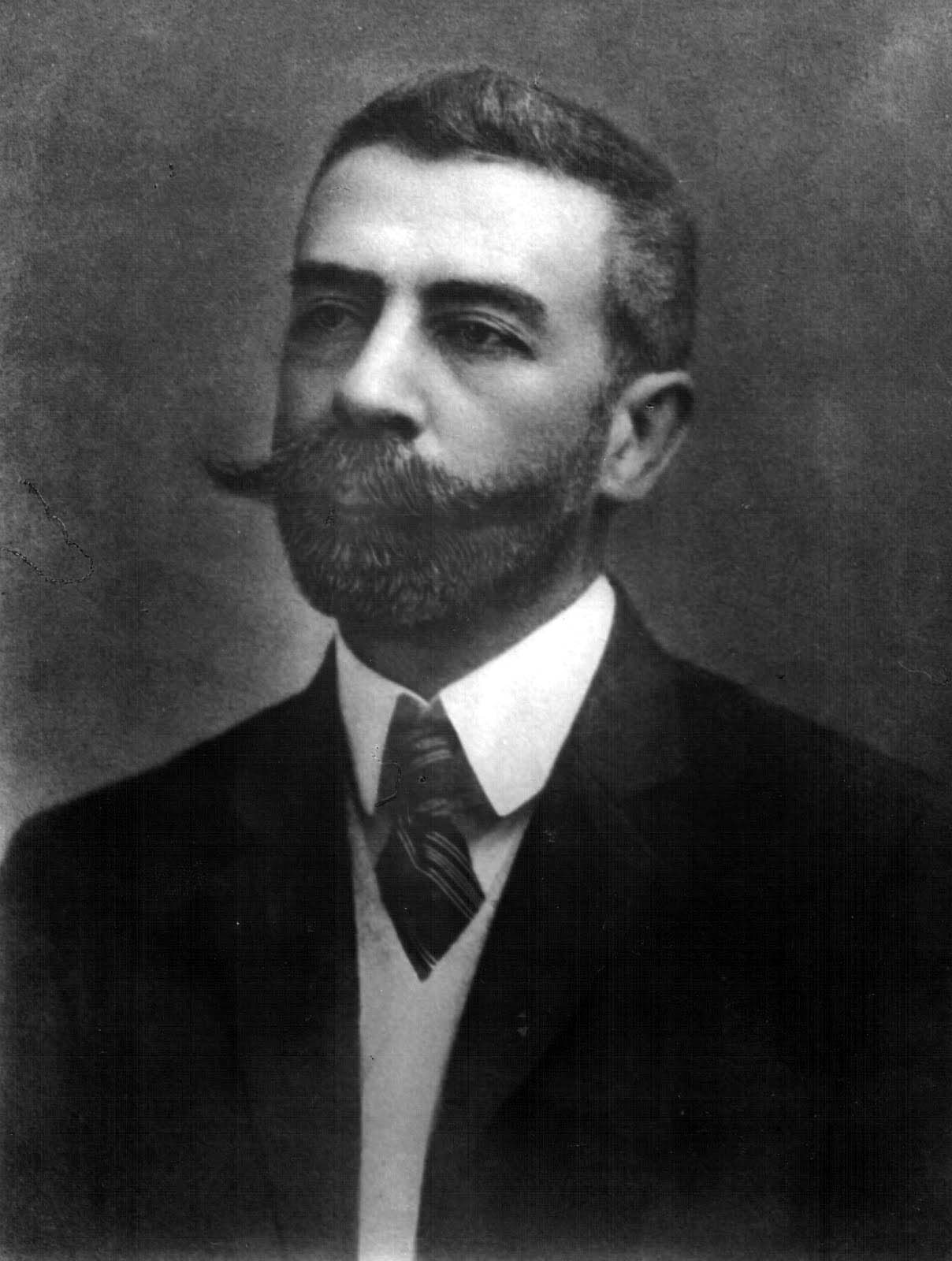
Joaquín V. González.

El proyecto original enviado por el Poder Ejecutivo para su tratamiento legislativo era ambicioso y contenía las siguientes reformas:
- Las circunscripciones uninominales, en cada una de las cuales los ciudadanos elegirían un Diputado nacional, dos electores de Presidente y, en el caso de la Capital, dos electores de Senador nacional. Además, cada votante sufragaba por cuatro electores de Presidente y Vicepresidente por el distrito electoral, así como de Senadores en la Capital Federal. Se mantenía la cláusula de conversión de votos en escaños, por simple mayoría, pero la votación se realizaba por candidatura individual, y no por lista partidaria.

- El voto para los extranjeros. El artículo 4 del proyecto original posibilitaba que los extranjeros de 22 años de edad, que supiesen leer y escribir, con más de dos años de residencia, propietarios o que ejerzan profesión liberal, acreditada por diploma nacional o revalidado, podían presentarse a las juntas de distrito, oficinas de registro civil o comisiones inscriptoras de la sección y manifestar verbalmente que deseaban ser inscriptos en el padrón cívico, justificando aquella circunstancia.

- Agravamiento de las sanciones.

- Creación del Registro Cívico Nacional. Con carácter permanente.

- La Libreta Cívica. Como instrumento de identificación del votante.

- Sufragio voluntario y secreto. Había que garantizar la independencia del sufragante. No preveía en cambio, el carácter obligatorio del voto. Argumentando que la accesibilidad para realizar el voto no estaba garantizada, donde en el interior del país se presentaban a los electores demasiados obstáculos para acceder al centro de votación, que generalmente estaban ubicados en los centros urbanos, muchas veces muy alejados de las comunidades.

Los diputados Alejandro Carbó y Emilio Gouchon impugnaron la constitucionalidad de las circunscripciones, a la par que impulsaron la representación proporcional de los partidos políticos. Se afirmó que la circunscripción tiene los mismos defectos que el sistema de lista completa, pero reducidos al ámbito local. En su reemplazo, se propuso el sistema de voto acumulativo con lista fraccionaria. Se planteó como una solución intermedia, el sistema de lista incompleta.
Sin embargo, el punto más cuestionado en la cámara baja fue el voto de los extranjeros. El dictamen de la Comisión de Negocios Constitucionales, presentado por el diputado roquista Mariano de Vedia, objetó el Artículo 4 y sus normas concordantes ya que no era "la oportunidad para que a un extranjero se le ocurriera adoptar la nacionalidad". Una legislación de esa naturaleza hubiera supuesto entregar el poder a los inmigrantes. 
Al ser remitido el proyecto al Senado, las comisiones de legislación y Negocios Constitucionales introdujeron una enmienda que terminó desvirtuando los propósitos de la apertura que tuvo originalmente. A propuesta del senador Carlos Pellegrini y con acuerdo del ministro del interior, y luego, el asentimiento de los legisladores, se eliminó la cláusula del voto secreto; por considerarlo poco prudente en un país cuya población tenía altos índices de analfabetismo. El voto será público y cada elector votará por un solo Diputado, o en su caso por dos electores por la circunscripción.
En su discurso parlamentario, dice el expresidente Carlos Pellegrini:

"El voto secreto supone el voto consciente, y el voto consciente es el voto del hombre capaz de apreciar por quién va a votar, y el sufragio universal supone más a la inmensa masa de analfabetos, o de votos inconscientes...".

El 29 de diciembre de 1902 se sancionó la Ley 4.161 que estableció el sistema minoritario uninominal por circunscripciones derogando las leyes electorales anteriores. Restableció la edad de dieciocho años para adquirir la condición de elector nacional. Sobre la base que “el derecho de sufragio es individual, y ninguna autoridad, ni persona, ni corporación, ni partido o agrupación política, puede obligar al elector a votar en grupos de cualquier denominación que fuesen”. Se establecían precauciones y garantías legales a la persona del elector y a la emisión del voto. No podía ser detenido, durante las horas del acto comicial, salvo caso de flagrante delito, ni ser estorbado en su tránsito de su domicilio al lugar de la elección, ni obligado a dar su voto por otro candidato que el de su preferencia, pudiendo reclamar ante el juez competente de todo acto contra su libertad, seguridad e inmunidad individual. La calidad de elector se justificaba mediante una partida o libreta cívica. 
La Nación, a los efectos de la elección de Diputados al Congreso, electores de Senadores Nacionales por la Capital y electores de Presidente y Vicepresidente de la Nación, se dividía en distritos electorales. A la vez, la Capital y cada una de las provincias eran divididas en un número de circunscripciones igual al número de Diputados que elegían. Cada circunscripción elegía un Diputado nacional, dos electores de Presidente y Vicepresidente de la Nación y, en conjunto con las circunscripciones del distrito, cuatro electores por el duplo del número de Senadores.
La ley fue promulgada el 7 de enero de 1903 y el presidente Roca dictó el Decreto de división de la República en 120 circunscripciones electorales.

## Lista de circunscripciones
El 24 de marzo de 1903 se firmó el decreto dividiendo las provincias en 120 circunscripciones.

Mapa de las circunscripciones electorales.
Circunscripciones electorales
Territorios nacionales

| Provincia           | N.º | Nombre                                | Áreas |
| ------------------- | --- | ------------------------------------- | --- |
| Buenos Aires        | 1   | San Nicolás                           | Partidos de San Nicolás y Ramallo |
| Buenos Aires        | 2   | Baradero                              | Partidos de Baradero, San Pedro y Arrecifes |
| Buenos Aires        | 3   | Pergamino                             | Partidos de Pergamino, Rojas y Colón |
| Buenos Aires        | 4   | Junín                                 | Partidos de Junín, General Arenales, Chacabuco y Salto |
| Buenos Aires        | 5   | Zárate                                | Partidos de Zárate, Campana, Exaltación de la Cruz y San Antonio de Areco |
| Buenos Aires        | 6   | Mercedes                              | Partidos de Mercedes, Carmen de Areco, Suipacha y San Andrés de Giles |
| Buenos Aires        | 7   | Chivilcoy                             | Partido de Chivilcoy |
| Buenos Aires        | 8   | San Fernando                          | Partidos de San Fernando, Las Conchas, Pilar y General Sarmiento |
| Buenos Aires        | 9   | San Isidro                            | Partidos de San Isidro, General San Martín, Morón, Merlo y La Matanza |
| Buenos Aires        | 10  | Luján                                 | Partidos de Luján, Moreno, General Rodríguez, Las Heras, Navarro y Marcos Paz |
| Buenos Aires        | 11  | Barracas al Sud                       | Partidos de Barracas al Sud y Lomas de Zamora |
| Buenos Aires        | 12  | Quilmes                               | Partidos de Quilmes, Florencio Varela, Almirante Brown, San Vicente y Cañuelas |
| Buenos Aires        | 13  | La Plata Este                         | Secciones electorales 1ª y 4ª |
| Buenos Aires        | 14  | La Plata Oeste                        | Secciones electorales 2ª y 3ª |
| Buenos Aires        | 15  | Chascomús                             | Partidos de Chascomús y Magdalena |
| Buenos Aires        | 16  | Lobos                                 | Partidos de Lobos, Brandsen, General Paz y Monte |
| Buenos Aires        | 17  | Lincoln                               | Partidos de Lincoln, General Villegas, General Pinto y Trenque Lauquen |
| Buenos Aires        | 18  | Bragado                               | Partidos de Bragado y Nueve de Julio |
| Buenos Aires        | 19  | Saladillo                             | Partidos de Saladillo y Partido de Veinticinco de Mayo |
| Buenos Aires        | 20  | Alvear                                | Partidos de General Alvear, Tapalqué, Bolívar y Pehuajó |
| Buenos Aires        | 21  | Las Flores                            | Partidos de Las Flores, General Belgrano, Pila, Castelli y General Guido |
| Buenos Aires        | 22  | Azul                                  | Partidos de Azul y Rauch |
| Buenos Aires        | 23  | Dolores                               | Partidos de Dolores, Tordillo, General Lavalle, Maipú y Tuyú |
| Buenos Aires        | 24  | Pueyrredón (Mar del Plata)            | Partidos de General Pueyrredón, Ayacucho, Balcarce y Mar Chiquita |
| Buenos Aires        | 25  | Necochea                              | Partidos de Necochea, General Alvarado, Lobería y Tres Arroyos |
| Buenos Aires        | 26  | Bahía Blanca                          | Partidos de Bahía Blanca, Coronel Dorrego, Saavedra, Puan, Villarino y Patagones |
| Buenos Aires        | 27  | Tandil                                | Partidos de Tandil, Benito Juárez, Laprida y Coronel Pringles |
| Buenos Aires        | 28  | Olavarría                             | Partidos de Olavarría, General La Madrid, Coronel Suárez, Adolfo Alsina y Guaminí |
| Capital Federal     | 1   | Vélez Sarsfield                       | Límites: Sur: Riachuelo. Oeste: Avenida Límite del Municipio. Norte: Camino de Campana, Alberdi, Asamblea y Palma. Este: Avenida Sáenz                                                 |
| Capital Federal     | 2   | San Cristóbal Sud                     | Límites: Sur: Riachuelo. Oeste: Avenida Sáenz. Norte: Garay. Este: Avenida Vélez Sarsfield                                                                                             |
| Capital Federal     | 3   | Santa Lucía                           | Límites: Sur: Riachuelo. Oeste: Avenida Vélez Sarsfield. Norte: Garay. Este: Garibaldi hasta Pinzón, Pinzón hasta avenida Montes de Oca, y ésta hasta Riachuelo                        |
| Capital Federal     | 4   | San Juan Evangelista                  | Límites: Sur: Riachuelo. Oeste: Avenida Montes de Oca hasta Pinzón, Pinzón hasta Garibaldi, y Garibaldi hasta Garay. Norte: Garay. Este: Río de la Plata                               |
| Capital Federal     | 5   | Flores                                | Límites: Sur: Palma, Asamblea y camino de Campana. Oeste: Avenida Límite del Municipio. Norte: Gaona. Este: Caballito hasta Rivadavia, Rivadavia hasta Polvorín y Polvorín hasta Palma |
| Capital Federal     | 6   | San Carlos Sud                        | Límites: Sur: Palma. Oeste: Polvorín. Norte: Rivadavia. Este: Boedo |
| Capital Federal     | 7   | San Carlos Norte                      | Límites: Sur: Rivadavia. Oeste: Caballito. Norte: Chubut y Río de Janeiro. Este: Bulnes                                                                                                |
| Capital Federal     | 8   | San Cristóbal Norte                   | Límites: Sur: Garay. Oeste: Boedo. Norte: Independencia. Este: Entre Ríos |
| Capital Federal     | 9   | Balvanera Oeste                       | Límites: Sur: Independencia. Oeste: Boedo, Bulnes. Norte: Córdoba. Este: Centro América, Jujuy                                                                                         |
| Capital Federal     | 10  | Balvanera Sud                         | Límites: Sur: Independencia. Oeste: Jujuy. Norte: Rivadavia. Este: Entre Ríos |
| Capital Federal     | 11  | Balvanera Norte                       | Límites: Sur: Rivadavia. Oeste: Centro América. Norte: Córdoba. Este: Callao |
| Capital Federal     | 12  | Concepción                            | Límites: Sur: Garay. Oeste: Entre Ríos. Norte: Independencia. Este: Río de la Plata |
| Capital Federal     | 13  | Monserrat                             | Límites: Sur: Independencia. Oeste: Entre Ríos. Norte: Rivadavia. Este: Río de la Plata                                                                                                |
| Capital Federal     | 14  | San Nicolás                           | Límites: Sur: Rivadavia. Oeste: Callao. Norte: Córdoba. Este: Río de la Plata |
| Capital Federal     | 15  | San Bernardo                          | Límites: Sur: Chubut y Gaona. Oeste: Avenida Límite del Municipio. Norte: Cuenca hasta avenida Nacional y ésta y Pampa hasta Forest. Este: Forest y Triunvirato                        |
| Capital Federal     | 16  | Belgrano                              | Límites: Sur: Pampa y avenida Nacional. Oeste: Cuenca. Norte: Avenida Límite del Municipio. Este: Río de la Plata                                                                      |
| Capital Federal     | 17  | Palermo                               | Límites: Sur: Arroyo Maldonado y Darwin. Oeste: Triunvirato y Forest. Norte: Pampa. Este: Río de la Plata                                                                              |
| Capital Federal     | 18  | Las Heras                             | Límites: Sur: Coronel Díaz, Bulnes y Río de Janeiro. Oeste: Triunvirato. Norte: Darwin y Arroyo Maldonado. Este: Río de la Plata                                                       |
| Capital Federal     | 19  | Pilar                                 | Límites: Sur: Córdoba. Oeste: Bulnes y Coronel Díaz. Norte: Río de la Plata. Este: Callao                                                                                              |
| Capital Federal     | 20  | Socorro                               | Límites: Sur: Córdoba. Oeste: Callao. Norte: Río de la Plata. Este: Río de la Plata |
| Catamarca           | 1   | Andalgalá                             | Departamentos Andalgalá, Tinogasta, Belén y Santa María |
| Catamarca           | 2   | Catamarca                             | Departamentos Catamarca, Pomán, Ambato, Capayán, Paclín, Piedra Blanca y Valle Viejo                                                                                                   |
| Catamarca           | 3   | El Alto                               | Departamentos El Alto, Santa Rosa, Ancasti y La Paz |
| Córdoba             | 1   | Ischilín (Quilino)                    | Departamentos Ischilín, Sobremonte, Río Seco y Tulumba |
| Córdoba             | 2   | Punilla (Cosquín)                     | Departamentos Punilla, Cruz del Eje y Minas |
| Córdoba             | 3   | Colón (Jesús María)                   | Departamentos Colón, Totoral y Santa María |
| Córdoba             | 4   | Río Segundo (Villa del Rosario)       | Departamentos Río Segundo y Río Primero |
| Córdoba             | 5   | Córdoba Este                          | Este de las calles General Paz, Vélez Sarsfield y sus prolongaciones hasta el límite del municipio                                                                                     |
| Córdoba             | 6   | Córdoba Oeste                         | Oeste de las calles General Paz, Vélez Sarsfield y sus prolongaciones hasta el límite del municipio                                                                                    |
| Córdoba             | 7   | San Alberto (San Pedro)               | Departamentos San Alberto, San Javier y Pocho |
| Córdoba             | 8   | San Justo (San Francisco)             | Departamento San Justo |
| Córdoba             | 9   | Unión (Bell Ville)                    | Departamentos Unión y Marcos Juárez |
| Córdoba             | 10  | Tercero Arriba (Villa María)          | Departamentos Tercero Arriba, Calamuchita y Tercero Abajo |
| Córdoba             | 11  | Río Cuarto                            | Departamentos Río Cuarto, General Roca y Juárez Celman |
| Corrientes          | 1   | Corrientes                            | Departamentos Corrientes y Empedrado |
| Corrientes          | 2   | Caá Catí                              | Departamentos Caá Catí, San Cosme, Itatí, San Luis del Palmar, San Antonio de Itatí y San Miguel                                                                                       |
| Corrientes          | 3   | Santo Tomé                            | Departamentos Santo Tomé, Ituzaingó y La Cruz |
| Corrientes          | 4   | Bella Vista                           | Departamentos Bella Vista, Mburucuyá, Saladas, San Roque y Concepción |
| Corrientes          | 5   | Mercedes                              | Departamentos Mercedes y Paso de los Libres |
| Corrientes          | 6   | Goya                                  | Departamentos Goya, Lavalle y Esquina |
| Corrientes          | 7   | Monte Caseros                         | Departamentos Monte Caseros, Curuzú Cuatiá y Sauce |
| Entre Ríos          | 1   | La Paz                                | Departamentos La Paz y Feliciano |
| Entre Ríos          | 2   | Concordia                             | Departamentos Concordia y Federación |
| Entre Ríos          | 3   | Villaguay                             | Departamentos Villaguay y Tala |
| Entre Ríos          | 4   | Paraná (Municipio)                    | Municipio de Paraná |
| Entre Ríos          | 5   | Paraná (Campaña, Villa Urquiza)       | Resto del departamento Paraná |
| Entre Ríos          | 6   | Uruguay                               | Departamentos Uruguay y Colón |
| Entre Ríos          | 7   | Diamante                              | Departamentos Diamante y Nogoyá |
| Entre Ríos          | 8   | Gualeguay                             | Departamentos Gualeguay y Victoria |
| Entre Ríos          | 9   | Gualeguaychú                          | Departamento Gualeguaychú |
| Jujuy               | 1   | Humahuaca                             | Departamentos Humahuaca, Ledesma, Santa Catalina, Rinconada, Yavi, Cochinoca, Tilcara, Valle Grande y Tumbaya                                                                          |
| Jujuy               | 2   | Jujuy                                 | Departamentos Jujuy, El Carmen, San Antonio y San Pedro |
| La Rioja            | 1   | Famatina (Villa Argentina, Chilecito) | Departamentos Chilecito, Sarmiento, Famatina, San Blas de los Sauces, Castro Barros, Lamadrid, Lavalle y Arauco                                                                        |
| La Rioja            | 2   | La Rioja                              | La Rioja, Sanagasta, Independencia, Chamical, Vélez Sársfield, Belgrano, Rivadavia, Ocampo, Roca y San Martín                                                                          |
| Mendoza             | 1   | Las Heras (Villa Vicencio)            | Departamentos Las Heras, Guaymallén, Belgrano y Luján de Cuyo |
| Mendoza             | 2   | Mendoza                               | Departamento Mendoza |
| Mendoza             | 3   | Junín                                 | Departamentos Junín, Lavalle, Maipú, San Martín y Rivadavia |
| Mendoza             | 4   | San Rafael                            | Departamentos San Rafael, Tupungato, Tunuyán, San Carlos, Santa Rosa y La Paz |
| Salta               | 1   | Salta                                 | Departamentos Salta, La Poma, Rosario de Lerma y La Caldera |
| Salta               | 2   | Cafayate                              | Departamentos Cafayate, Cachi, Chicoana, La Viña, San Carlos y Molinos |
| Salta               | 3   | Rosario de la Frontera                | Departamentos Rosario de la Frontera, Campo Santo, Cerrillos, Guachipas, Metán y La Candelaria                                                                                         |
| Salta               | 4   | Orán                                  | Departamentos Orán, Santa Victoria, Iruya, Rivadavia y Anta |
| San Juan            | 1   | San Juan                              | Departamentos San Juan, Desamparados, Marquesado, Calingasta y Concepción |
| San Juan            | 2   | Jáchal                                | Departamentos Jáchal, Albardón, Angaco Norte, Angaco Sur, Valle Fértil, Iglesia y Gualilán                                                                                             |
| San Juan            | 3   | Pocitos                               | Departamentos Pocito, Santa Lucía, Caucete, Trinidad, Guanacache, Cochagual y Huerta                                                                                                   |
| San Luis            | 1   | Ayacucho (San Francisco)              | Departamentos Ayacucho, San Martín y Junín |
| San Luis            | 2   | Pedernera (Villa Mercedes)            | Departamentos General Pedernera, Coronel Pringles y Chacabuco |
| San Luis            | 3   | San Luis                              | Departamentos San Luis y Belgrano |
| Santa Fe            | 1   | Reconquista                           | Departamentos Reconquista, San Javier y Garay |
| Santa Fe            | 2   | San Cristóbal                         | Departamentos San Cristóbal, Vera y San Justo |
| Santa Fe            | 3   | Castellanos (Rafaela)                 | Departamento Castellanos |
| Santa Fe            | 4   | Las Colonias (Esperanza)              | Departamento Las Colonias |
| Santa Fe            | 5   | Santa Fe                              | Departamento Santa Fe |
| Santa Fe            | 6   | San Jerónimo (Coronda)                | Departamentos San Jerónimo y San Martín |
| Santa Fe            | 7   | Iriondo (Cañada de Gómez)             | Departamentos Iriondo y Belgrano |
| Santa Fe            | 8   | San Lorenzo                           | Departamentos San Lorenzo y Caseros |
| Santa Fe            | 9   | Rosario Norte                         | Secciones 1ª y 3ª del registro de estado civil |
| Santa Fe            | 10  | Rosario Sud                           | Secciones 2ª y 4ª del registro de estado civil |
| Santa Fe            | 11  | Rosario Oeste                         | Secciones 5ª y 6ª del registro de estado civil |
| Santa Fe            | 12  | Villa Constitución                    | Departamentos Constitución y General López |
| Santiago del Estero | 1   | Figueroa                              | Departamentos Figueroa, Copo Primero, Copo Segundo, Giménez Primero y Río Hondo |
| Santiago del Estero | 2   | Santiago                              | Departamentos Santiago, Banda y Giménez Segundo |
| Santiago del Estero | 3   | Choya (Frías)                         | Departamentos Choya, Guasayán, Robles, Silípica Primero y Silípica Segundo |
| Santiago del Estero | 4   | Loreto                                | Departamentos Loreto, Ojo de Agua y Atamisqui |
| Santiago del Estero | 5   | Salavina                              | Departamentos Salavina, Matará, 28 de Marzo y Quebrachos |
| Tucumán             | 1   | Burruyacú                             | Departamentos Burruyacú y Cruz Alta |
| Tucumán             | 2   | Tucumán (Parroquia Victoria)          | Tucumán (Parroquia Victoria) y departamento Trancas |
| Tucumán             | 3   | Tucumán (Parroquia Rectoral)          | Tucumán (Parroquia Rectoral) y departamento Tafí |
| Tucumán             | 4   | Famaillá                              | Departamento Famaillá |
| Tucumán             | 5   | Monteros                              | Departamento Monteros |
| Tucumán             | 6   | Graneros                              | Departamentos Graneros y Río Chico |
| Tucumán             | 7   | Chicligasta (Concepción)              | Departamentos Chicligasta y Leales |

## Efectos políticos
La Ley 4.161 solo tuvo aplicación en 1904 durante la presidencia del General Roca, en el caso de la renovación parcial de la Cámara de Diputados el 13 de marzo, de electores a Senador por Capital Federal el 6 de marzo y de Presidente y Vicepresidente de la Nación el 10 de abril, además de comicios complementarios para escaños vacantes en 1904 y 1905.
Las pruebas electorales que se realizaron en el período no modificaron sustancialmente las relaciones de poder. El Partido Autonomista Nacional conservó su mayoría legislativa y el dominio del Poder Ejecutivo, a pesar de algunos logros importantes, como la elección de Alfredo L. Palacios, quien se constituyó como el primer Diputado representante del Partido Socialista.
La reforma implantada por la Ley 4.161, fue truncada y por ello no tuvo continuidad, ya que el presidente Manuel Quintana impulsó el retorno al sistema de lista completa en 1905. Así el 24 de julio de 1905 se dictó la Ley 4.578 y el 26 de septiembre de 1905, la Ley 4.719 restableciendo el sistema de completa. Se dejó sin efecto las circunscripciones uninominales, el elector volvió a votar por un número igual de Diputados o electores calificados al que correspondía al distrito, es decir, en forma plurinominal y se estableció que el elector al votar debía presentar su partida cívica y una lista o boleta en papel blanco, impresa o manuscrita doblada en cuatro, conteniendo el nombre de las personas por quienes votaba.
La posterior reforma electoral de Roque Sáenz Peña e Indalecio Gómez en 1912 con la Ley 8.871, tomó varios elementos que se esbozaron en la discusión parlamentaria de 1902: el sufragio obligatorio y secreto; el padrón permanente basado en el padrón militar; y el sistema de lista incompleta, dando representación a la primera minoría.